# یواس‌اس میلواکی (ای‌اوآر-۲)
یواس‌اس میلواکی (ای‌اوآر-۲) (به انگلیسی: USS Milwaukee (AOR-2)) یک کشتی بود که طول آن ۶۵۹ فوت (۲۰۱ متر) بود. این کشتی در سال ۱۹۶۹ ساخته شد.